# Vlastimil Kopecký
Vlastimil Kopecký, né le 14 octobre 1912 à Vilémov en Autriche-Hongrie et mort le 30 juillet 1967 à Hlinsko en Tchécoslovaquie, est un joueur et entraîneur de football tchécoslovaque.

## Biographie
En club, il évolue tout d'abord au Rapid Vinohrady pendant 5 ans de 1927 à 1932. Il évolue ensuite au Slavia Prague entre 1932 et 1952 avec qui il marque 252 en 325 matchs. Il s'agit du deuxième meilleur buteur du championnat de tous les temps derrière Josef Bican.
Il joue 26 matchs avec l'équipe de Tchécoslovaquie et marque 8 buts entre 1932 et 1948. 
Il est surtout connu pour avoir participé à la coupe du monde 1934 en Italie où son pays parvient jusqu'en finale contre les Italiens, et à la coupe du monde 1938 en France, où les Tchécoslovaques vont jusqu'en quarts-de-finale.
Il meurt à l'été 1967 d'une attaque cardiaque sur un terrain de football.